# Brendan Rhim
Brendan Rhim (19 december 1995) is een Amerikaans wielrenner die anno 2019 rijdt voor Project Echelon Racing.

## Carrière
Als junior won Rhim in 2013 het eindklassement van de Ronde van Abitibi. In 2017 werd hij, achter Neilson Powless en Gage Hecht, derde in het nationale kampioenschap op de weg voor beloften. Omdat zijn ploeg in 2018 een stap hogerop deed, werd Rhim dat jaar prof. In april van dat jaar won hij de derde etappe, een individuele tijdrit van 4,84 kilometer, in de Joe Martin Stage Race.

## Overwinningen
2013
Eindklassement Ronde van Abitibi
2018
3e etappe Joe Martin Stage Race
5e etappe Redlands Bicycle Classic
2019
Eind- en puntenklassement Tour de Beauce
2024
4e etappe Ronde van Beauce
Puntenklassement Ronde van Beauce
1e etappe Kreiz Breizh Elites
Puntenklassement Kreiz Breizh Elites

## Ploegen
- 2014 –  California Giant Berry Cycling Team
- 2015 –  California Giant Berry Cycling Team
- 2016 –  Holowesko-Citadel p/b Hincapie Sportswear
- 2017 –  Holowesko-Citadel Racing p/b Hincapie Sportswear
- 2018 –  Holowesko-Citadel p/b Arapahoe Resources
- 2019 –  Arapahoe-Hincapie p/b BMC
- 2020 –  Hincapie / LEOMO p/b BMC
- 2021 –  EvoPro Racing
- 2022 –  Wildlife Generation Pro Cycling
- 2023 –  American Cycling
- 2024 –  Project Echelon Racing
- 2025 –  Project Echelon Racing

Brennan · Bryon · Carpenter · Clark · Flaksis · Hornbeck · Hough · Krasilnikaw · Lewis · McCabe · Rhim · Squire
Brennan · Bryon · Carpenter · Clark · Companioni · Eisenhart · Flaksis · Krasilnikaw · Lewis · Magner · Murphy · Rhim
Brøchner · Bryon · Bybee · Companioni · Dahlheim · Eisenhart · Flaksis · Gómez · Koontz · Krasilnikaw · Lewis · Lienhard · Murphy · Rhim · Sánchez · Schmitt